# Френкі Гейдук
Френк "Френкі "Деніел Гейдук (англ. Frankie Hejduk; нар. 5 серпня 1974, Ла-Меса, Каліфорнія, США) — колишній американський футболіст, що грав на позиції півзахисника. Виступав за національну збірну США.
У складі збірної — триразовий володар Золотого кубка КОНКАКАФ.

## Клубна кар'єра
У дорослому футболі дебютував 1996 року виступами за команду клубу «Тампа-Бей М'ютіні», в якій провів два сезони, взявши участь у 57 матчах чемпіонату.
Своєю грою за цю команду привернув увагу представників тренерського штабу клубу «Баєр 04», до складу якого приєднався 1998 року. Відіграв за команду з Леверкузена наступні п'ять сезонів своєї ігрової кар'єри.
Згодом з 2002 по 2010 рік грав у складі команд клубів «Санкт-Галлен» та «Коламбус Крю».
Завершив професійну ігрову кар'єру у клубі «Лос-Анджелес Гелаксі», за команду якого виступав протягом 2011—2011 років.

## Виступи за збірні
Протягом 1992—1997 років залучався до складу молодіжної збірної США. На молодіжному рівні зіграв у 30 офіційних матчах.
1997 року дебютував в офіційних матчах у складі національної збірної США. Протягом кар'єри у національній команді, яка тривала 11 років, провів у формі головної команди країни 85 матчів, забивши 7 голів.
У складі збірної був учасником чемпіонату світу 1998 року у Франції та чемпіонату світу 2002 року в Японії і Південній Кореї, а також розіграшів Кубка конфедерацій 1999 року в Мексиці і 2003 року у Франції.
Також був учасником 6 розіграшів Золотого кубка КОНКАКАФ: 1996, 1998, 2002, 2003, 2005 і 2007 років, причому у 2002, 2003 та 2007 роках став у складі «зірково-смугастих» континентальним чемпіоном.

## Досягнення
- Володар Золотого кубка КОНКАКАФ: 2002, 2005, 2007
- Срібний призер Золотого кубка КОНКАКАФ: 1998
- Бронзовий призер Золотого кубка КОНКАКАФ: 1996, 2003